# 문 44
문 44(Moon 44)는 미국에서 제작된 롤랜드 에머리히 감독의 1990년 스릴러, SF, 액션 영화이다. 마이클 파레 등이 주연으로 출연하였고 딘 헤이드 등이 제작에 참여하였다.

## 출연

### 주연
- 마이클 파레
- 리사 에이크혼
- 딘 데블린
- 브라이언 톰슨
- 스티븐 제프리즈
- 레온 리피
- 조컨 니켈
- 말콤 맥도웰

### 조연
- 존 마치
- 메크메드 일마즈
- 로스코 리 브라운

## 제작진
- 라인프로듀서: 카스턴 로렌즈
- 협력프로듀서: 라이트 에머리치
- 음향: 허버트 바소로마
- 미술: 올리버 숄
- 특수효과: 보커 엔젤